# Цереба
Цере́ба (Coereba flaveola) — вид горобцеподібних птахів родини саякових (Thraupidae). Мешкає в Неотропіках. Це єдиний представник монотипового роду Цереба (Coereba). Виділяють низку підвидів.

## Опис

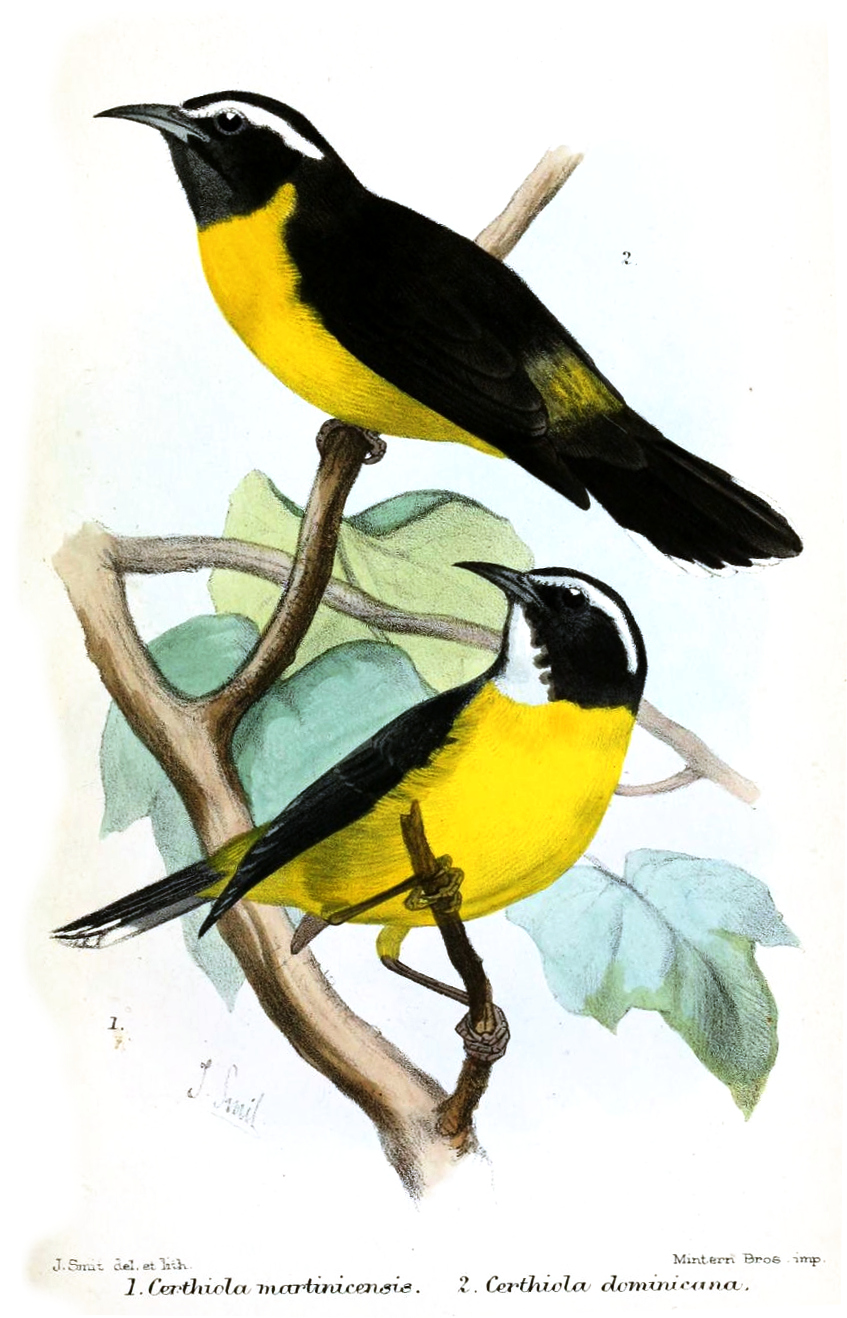
Цереби

Цереба — дрібний птах, середня довжина якого варіюється від 10 до 13 см, в залежності від підвиду, а вага — від 5,5 до 19 г. У представників більшості підвидів цереби верхня частина тіла темно-сіра, тім'я і скроні чорні, над очима білі "брови", горло білувате, груди жовті, решта нижньої частини тіла жовтувата. На забарвлення цереби сильно впливає варіація Мелакортинового рецептора 1. Дзьоб тонкий, вигнутий, язик трубкоподібний, пристосований до живлення нектаром, схожий на язики інших птахів, що живляться нектаром, що є наслідком конвергентної еволюції. Виду не притаманний статевий диморфізм. Молоді птахи мають дещо тьмяніше забарвлення, брови і горло у них жовтуваті. 
Представники різних підвидів дещо різняться за забарвленням. Так, у представників підвидів C. f. bahamensis і C. f. caboti горло і верхня частина грудей білі або світло-сірі, у представників підвиду C. f. ferryi лоб білий. Представники підвидів C. f. laurae, C. f. lowii і C. f. melanornis мають загалом чорнувате забарвлення, представники підвидів C. f. atrata і C. f. aterrima мають дві морфи — "звичайну" і чорнувату.

## Таксономія
Цереба була науково описана шведським натуралісом Карлом Ліннеєм у 1758 році, у десятому виданні його праці Systema Naturae під назвою Certhia flaveola. При описі виду Ліннєй описався на більш ранні описи птаха, зроблені натуралістами Джоном Реєм, Гансом Слоуном і Джорджем Едвардсом. У 1809 році французький орнітолог Луї Жан П'єр В'єйо перемістив церебу до монотипового роду Coereba. 
До появи методів секвенування ДНК таксономічне положення цереби було невизначеним. Деякі дослідники відносили її до родини піснярових (Parulidae), деякі — до родини вівсянкових (Emberizidae) або до окремої монотипової родини Coerebidae. Результати молекулярно-філогенетичних досліджень показали, що цереба належить до родини саякових (Thraupidae) і підродини Coerebinae.

## Підвиди
Виділяють 41 підвид:
- C. f. bahamensis (Reichenbach, 1853) — Багами;
- C. f. caboti (Baird, 1873) — схід Юкатану і сусідні острови;
- C. f. flaveola (Linnaeus, 1758) — Ямайка;
- C. f. sharpei (Cory, 1886) — Кайманові Острови;
- C. f. bananivora (Gmelin, 1789) — Гаїті і сусідні острови;
- C. f. nectarea Wetmore, 1929 — острів Тортуга;
- C. f. portoricensis (Bryant, 1866) — Пуерто-Рико;
- C. f. sanctithomae (Sundevall, 1869) — північні Віргінські острови;
- C. f. newtoni (Baird, 1873) — острів Санта-Крус (південні Віргінські острови);
- C. f. bartholemica (Sparrman, 1788) — північ і центральні Малі Антильські острови;
- C. f. martinicana (Reichenbach, 1853) — Мартиніка і Сент-Люсія (Малі Антильські острови);
- C. f. barbadensis (Baird, 1873) — Барбадос;
- C. f. atrata (Lawrence, 1878) — острів Сент-Вінсент (південні Малі Антильські острови);
- C. f. aterrima (Lesson, 1830) — Гренада і Гренадини (південні Малі Антильські острови);
- C. f. uropygialis von Berlepsch, 1892 — Аруба і Кюрасао (Нідерландські Антильські острови);
- C. f. tricolor (Ridgway, 1884) — острів Провіденсія (на схід від Нікарагуа);
- C. f. oblita Griscom, 1923 — острів Сан-Андрес (на схід від Нікарагуа);
- C. f. mexicana (Sclater, 1857) — від південно-східної Мексики до західної Панами;
- C. f. cerinoclunis Bangs, 1901 — Перлові острови[en] (Панамська затока);
- C. f. columbiana (Cabanis, 1866) — від східної Панами до південно-західної Колумбії і південної Венесуели;
- C. f. bonairensis Voous, 1955 — острів Бонайре (Нідерландські Антильські острови);
- C. f. melanornis Phelps & Phelps, 1954 — острів Кайо-Саль[es] (на північ від Венесуели);
- C. f. lowii Cory, 1909 — архіпелаг Лос-Рокес (на північ від Венесуели);
- C. f. ferryi Cory, 1909 — острів Ла-Тортуга[en] (на північ від Венесуели);
- C. f. frailensis Phelps & Phelps, 1946 — острови Лос-Фраїлес[en] і Лос-Херманос[en] (на північ від Венесуели);
- C. f. laurae Lowe, 1908 — острови Лос-Тестігос[en] (на північ від Венесуели);
- C. f. luteola (Cabanis, 1850) — узбережжя на півночі Колумбії і Венесули, Тринідад і Тобаго;
- C. f. obscura Cory, 1913 — північно-східна Колумбія і західна Венесуела;
- C. f. minima (Bonaparte, 1854) — від східної Колумбії і південної Венесуели до Французької Гвіани і півночі центральної Бразилії;
- C. f. montana Lowe, 1912 — Анди на північному заході Венесуели;
- C. f. caucae Chapman, 1914 — західна Колумбія;
- C. f. gorgonae Thayer & Bangs, 1905 — острів Горгона (на захід від Колумбії);
- C. f. intermedia (Salvadori & Festa, 1899) — від південно-західної Колумбії, західного Еквадору і північного Перу до південної Венесуели і західної Бразилії;
- C. f. bolivari Zimmer & Phelps, 1946 — східна Венесуела;
- C. f. guianensis (Cabanis, 1850) — від південно-східної Венесуели до Гаяни;
- C. f. roraimae Chapman, 1929 — тепуї на південному сході Венесуели, південному заході Гаяни і на півночі Бразилії;
- C. f. pacifica Lowe, 1912 — схід Перу;
- C. f. magnirostris (Taczanowski, 1880) — північ Перу;
- C. f. dispar Zimmer, 1942 — від півночі центрального Перу до західної Болівії;
- C. f. chloropyga (Cabanis, 1850) — від сходу центрального Перу до центральної Болівії до східної Бразилії, північного Уругваю, північно-східної Аргентини і Парагваю;
- C. f. alleni Lowe, 1912 — від східної Болівії до центральної Бразилії.

Філогенетичні дослідження виявили 3 клади підвидів: номінативну групу з Ямайки, Гаїті і Кайманових островів, групу bahamensis з Багам і Юкатану і групу bartholemica, що вкулючає решту підвидів. які мешкають в Центральній і Південній Америці, на Малих Антильських островах і Пуерто-Рико. Деякі підвиди не були враховані при проведенні дослідження, однак більшість з них легко можна віднесто до тієї чи іншої групи на підставах зоогеографічного поширення. Виняток становлять лише підвиди C. f. oblita і C. f. tricolor, положення яких невідоме. В лютому 2010 року Міжнародна спілка орнітологів запропонувала підвищити групи підвидів bahamensis і bartholemica до статусу видів.

## Поширення і екологія
Цереби поширені від південної Мексики до північної Аргентини, а також на більшості островів Карибського моря, за винятком Куби. Бродячі птахи з Багам іноді трапляються у Флориді. Цереби мешкають в різноманітних відкритих і напіввідкритих природних середовищах, зокрема у парках і садах, однак рідко зустрічаються або відсутні у пустелях, густих тропічних лісах Амазонії та на висоті понад 2000 м над рівнем моря.
Цереби живляться переважно нектаром, а також плодами, зокрема омелою і стиглими бананами і дрібними комахами. Розмножуються протягом всього року. Гніздо кулеподібне з бічним входом, в кладці 3 яйця, Насиджує лише самиця.

## В культурі
Цереби є офіційним символом Американських Віргінських островів та зображені на печатці цієї території.

## Галерея

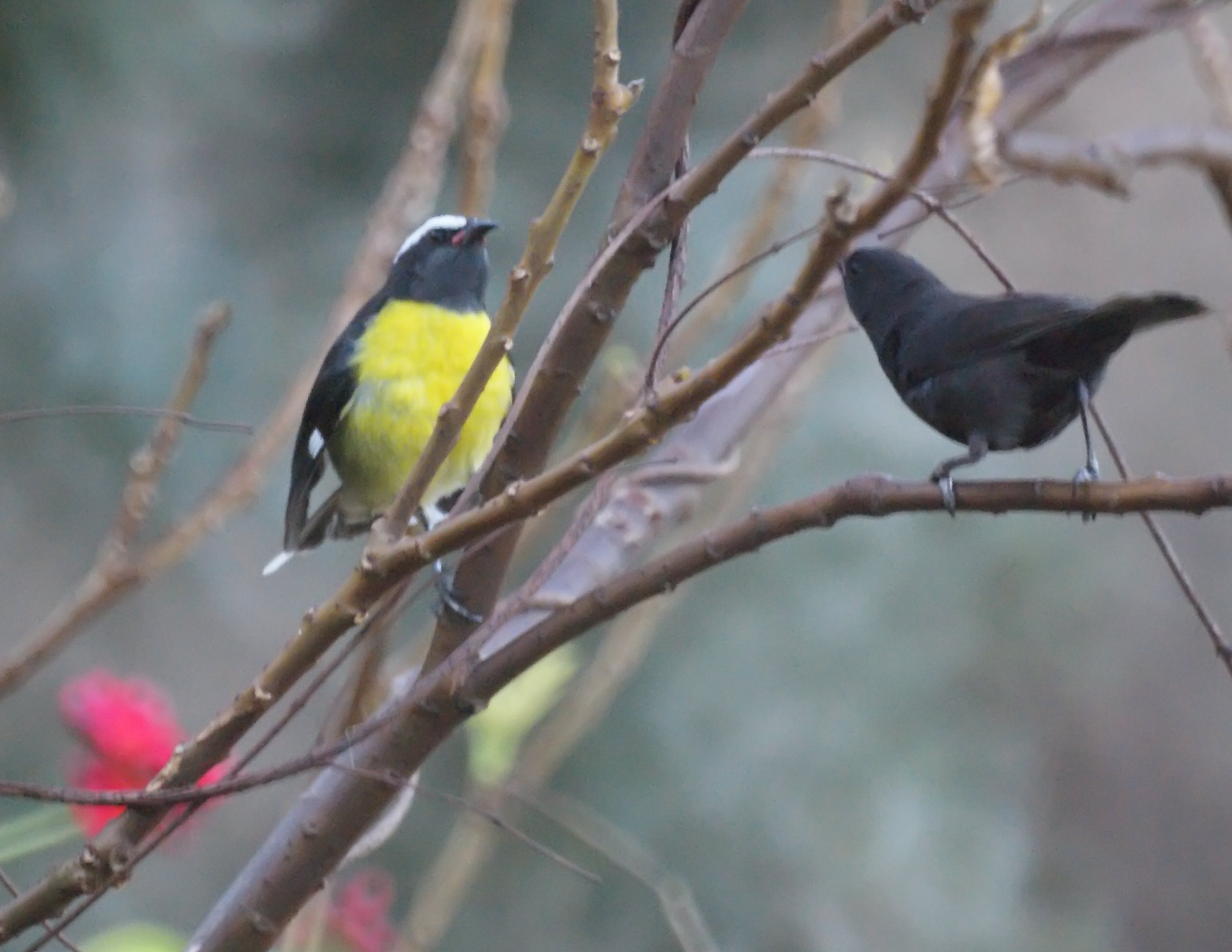
C. f. aterrima ("звичайна" і темна морфи), Гренада
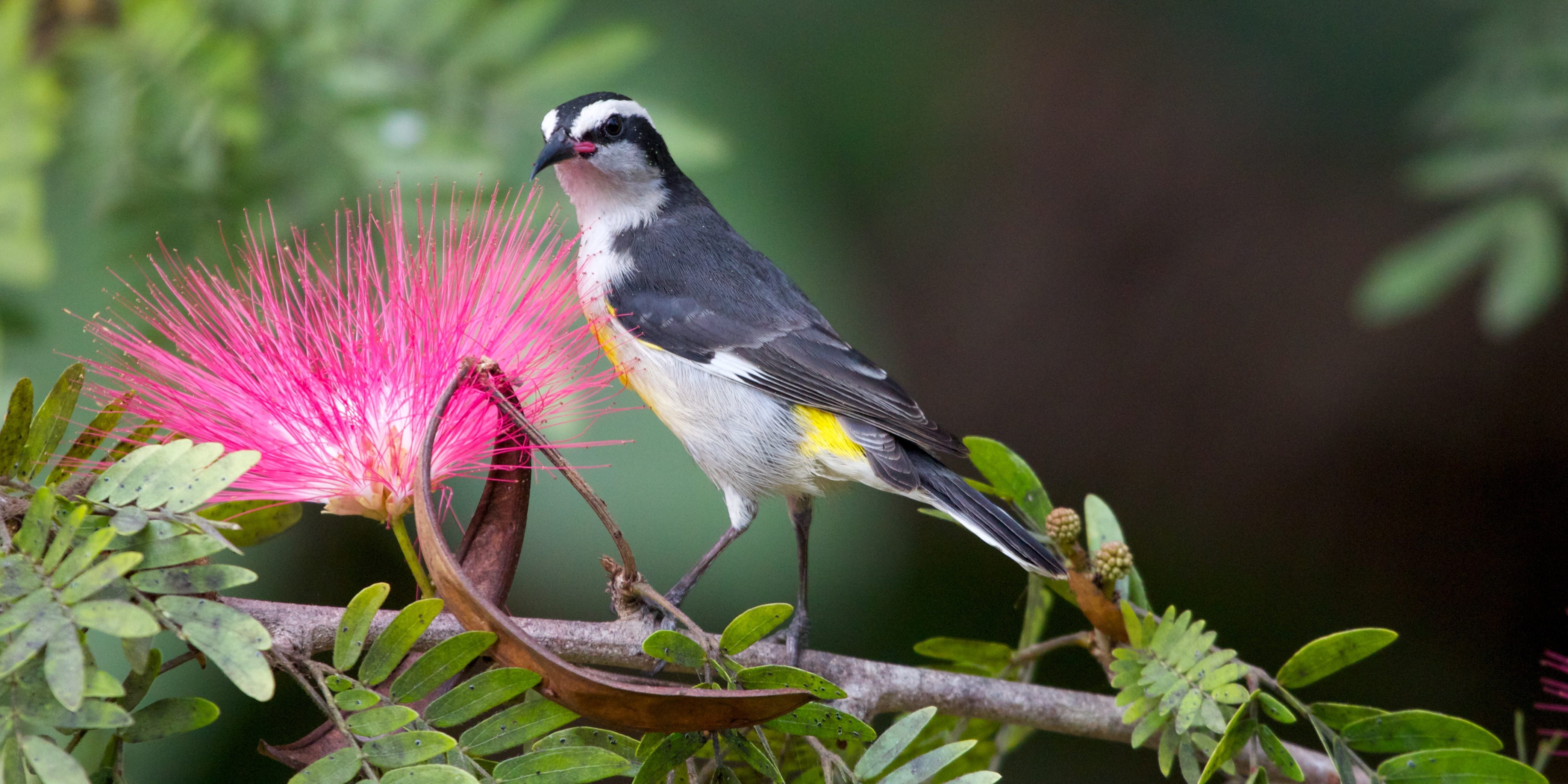
C. f. bahamensis, Багами
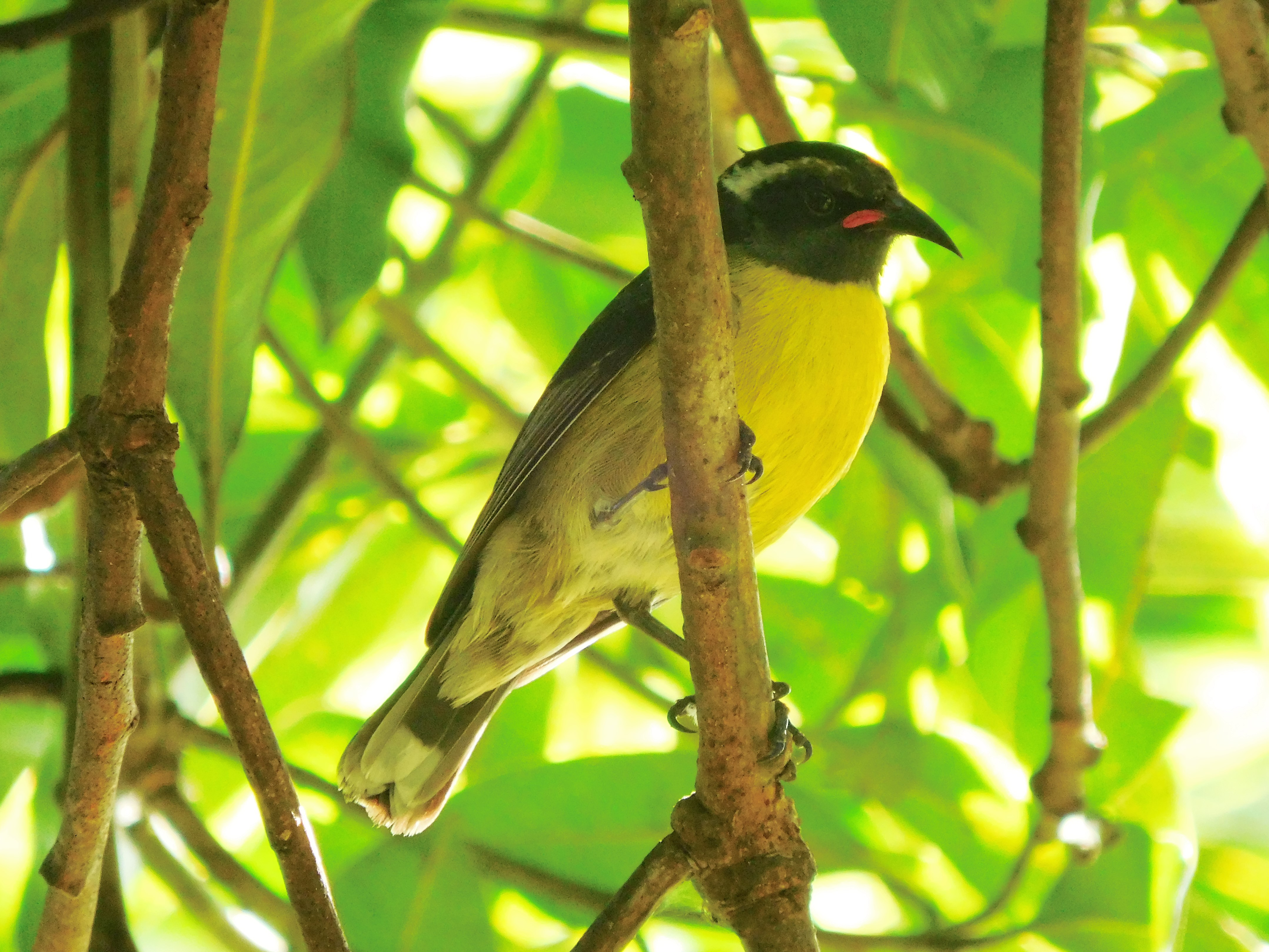
C. f. bartholemica, Гваделупа
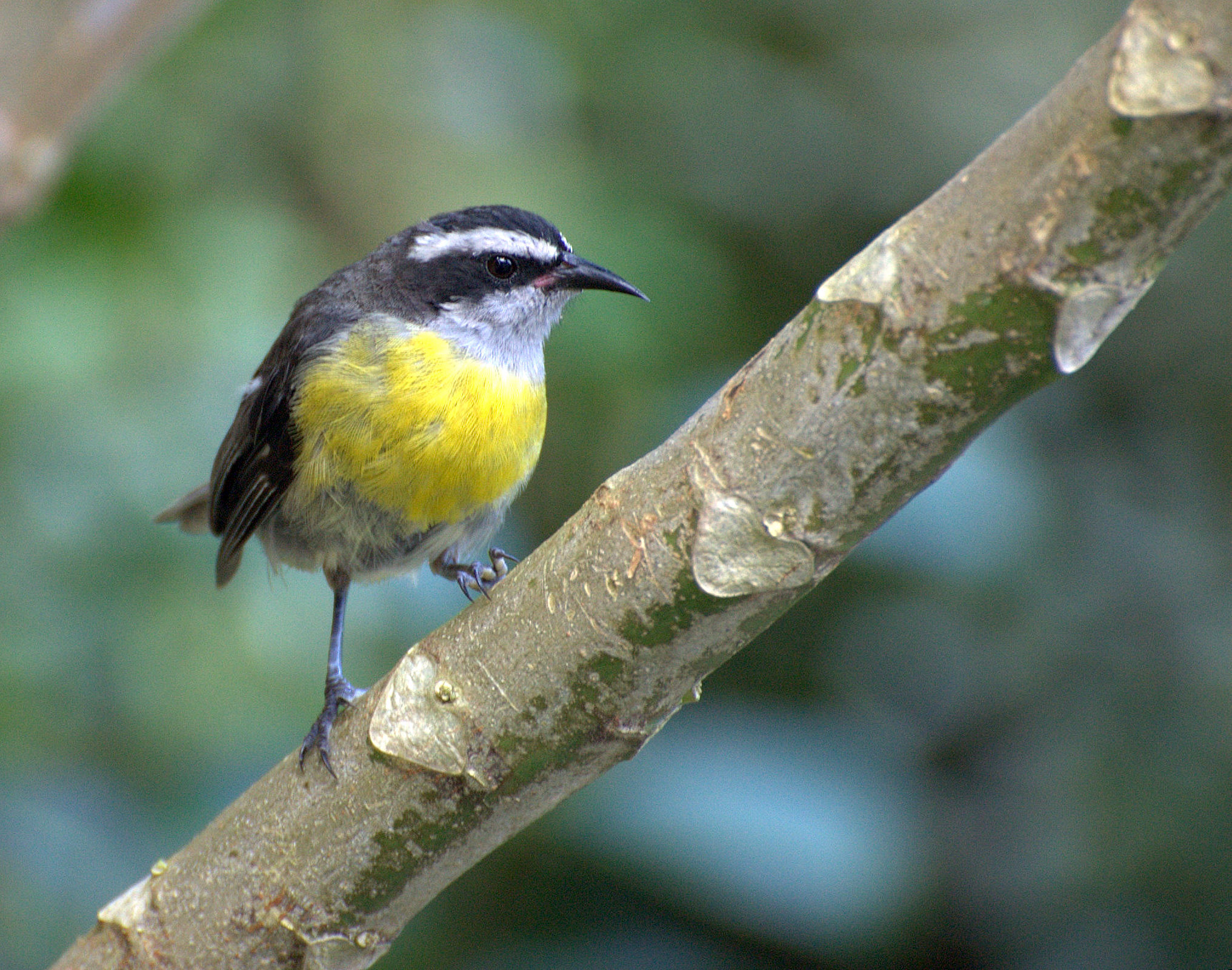
C. f. chloropyga, штат Сан-Паулу, Бразилія
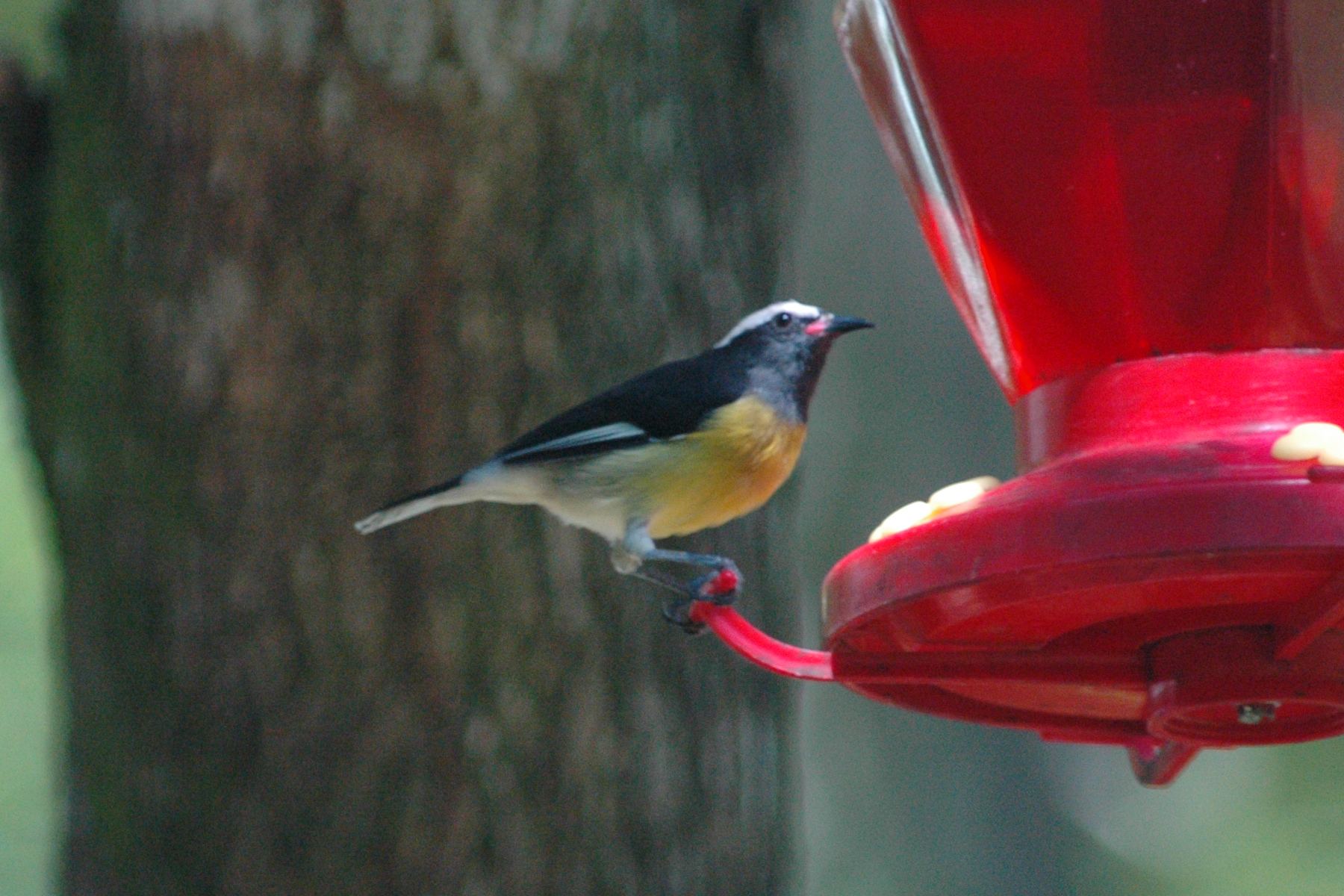
C. f. flaveola, Ямайка
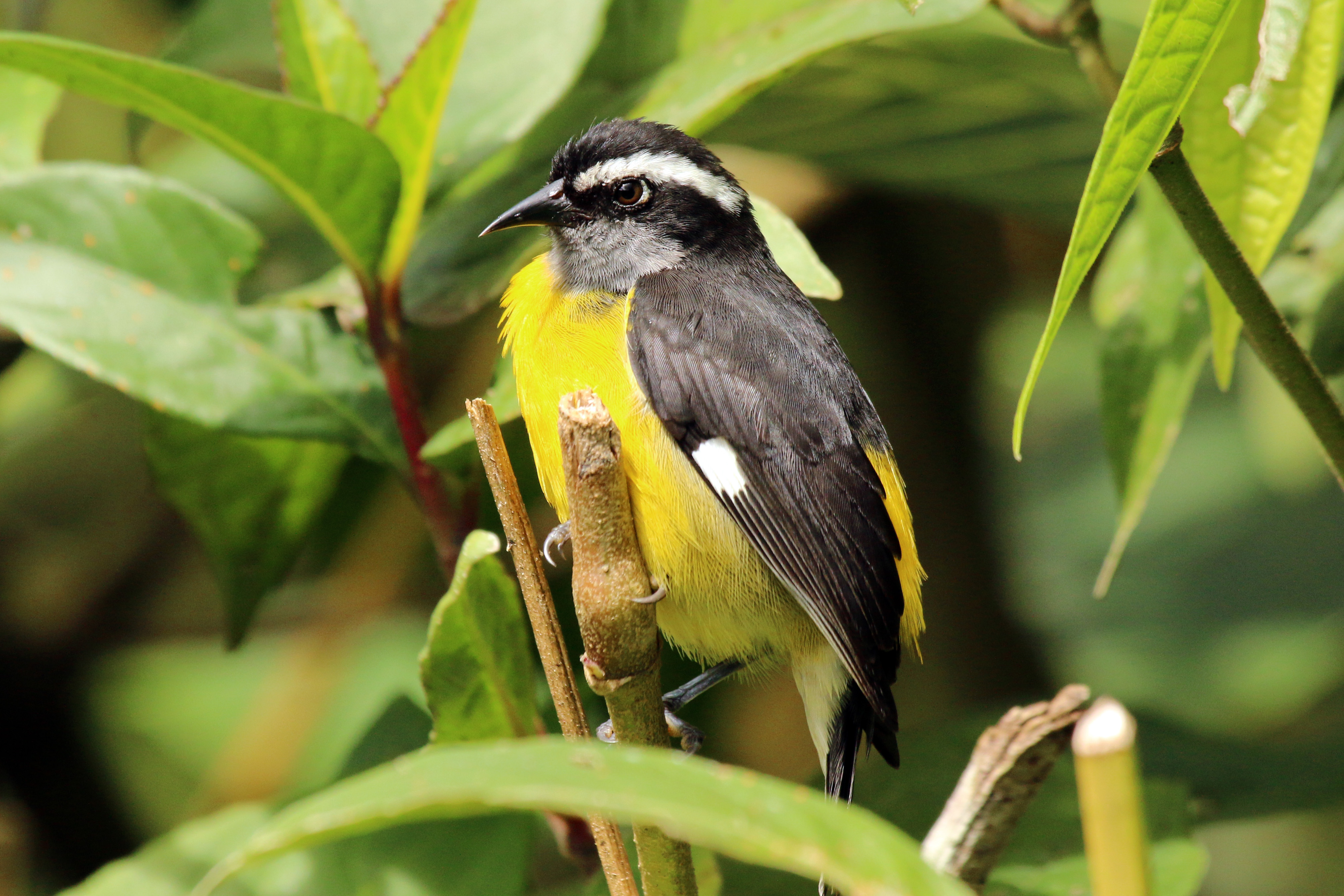
C. f. luteola, Тринідад
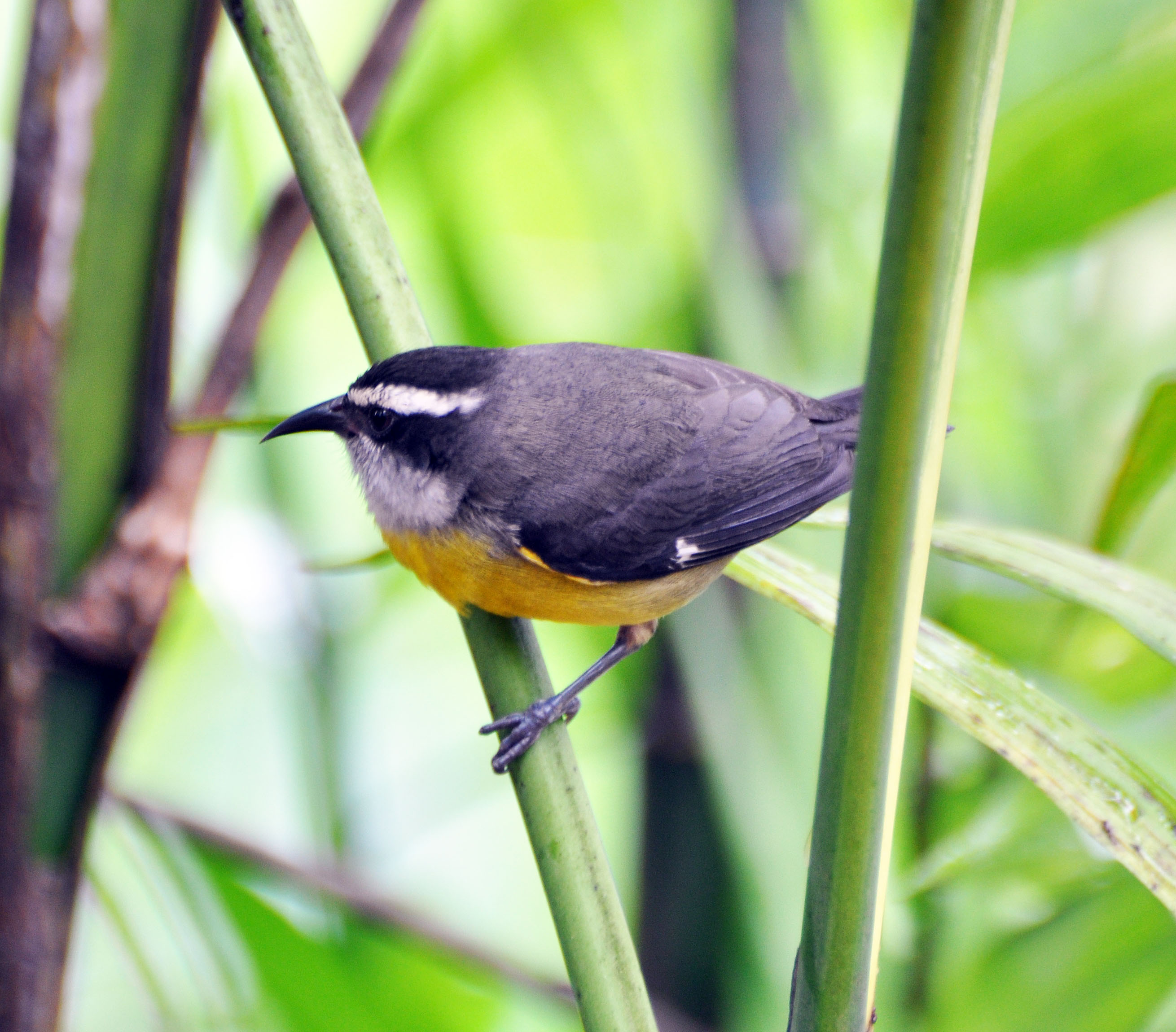
C. f. mexicana, Коста-Рика
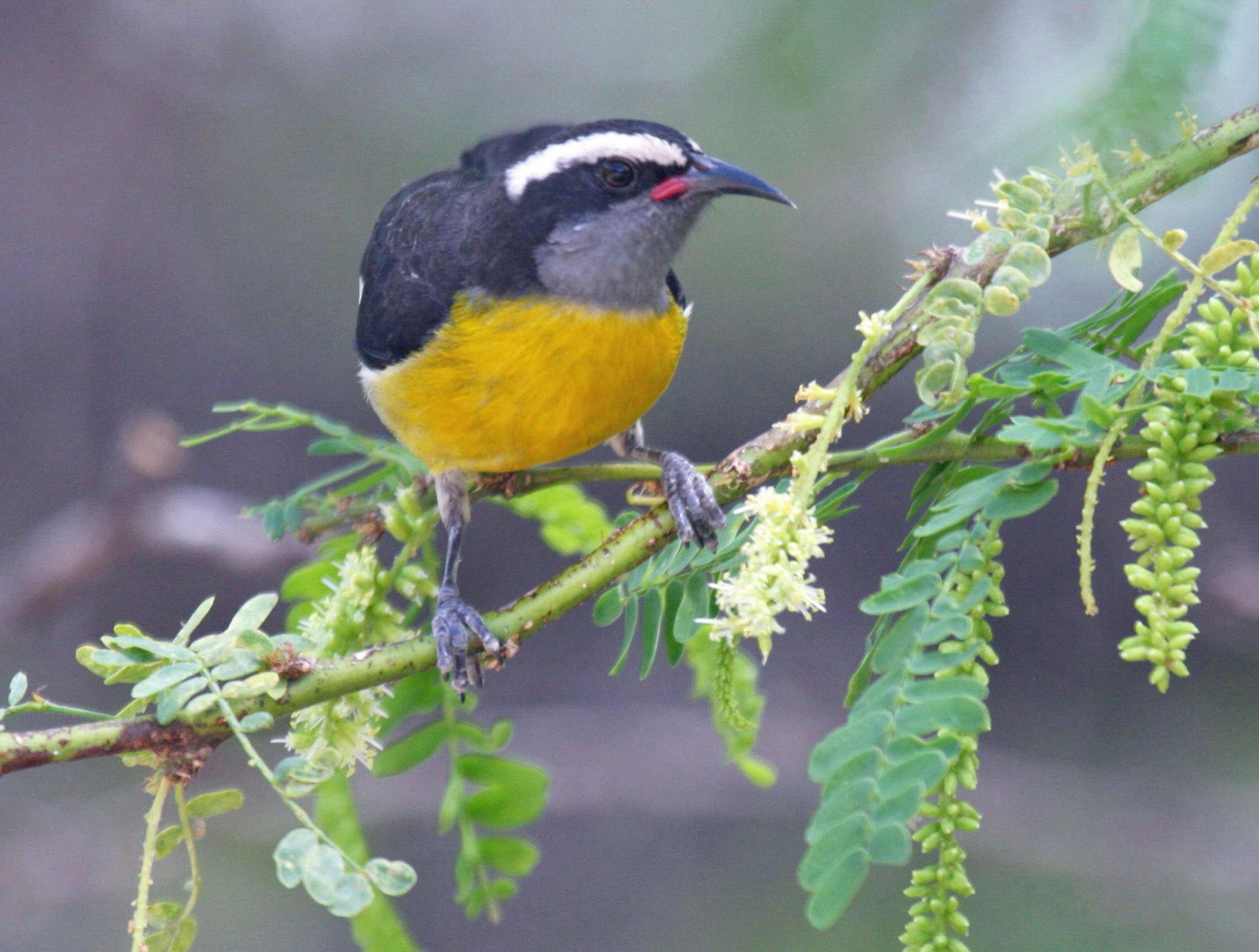
C. f. portoricensis, Пуерто-Рико
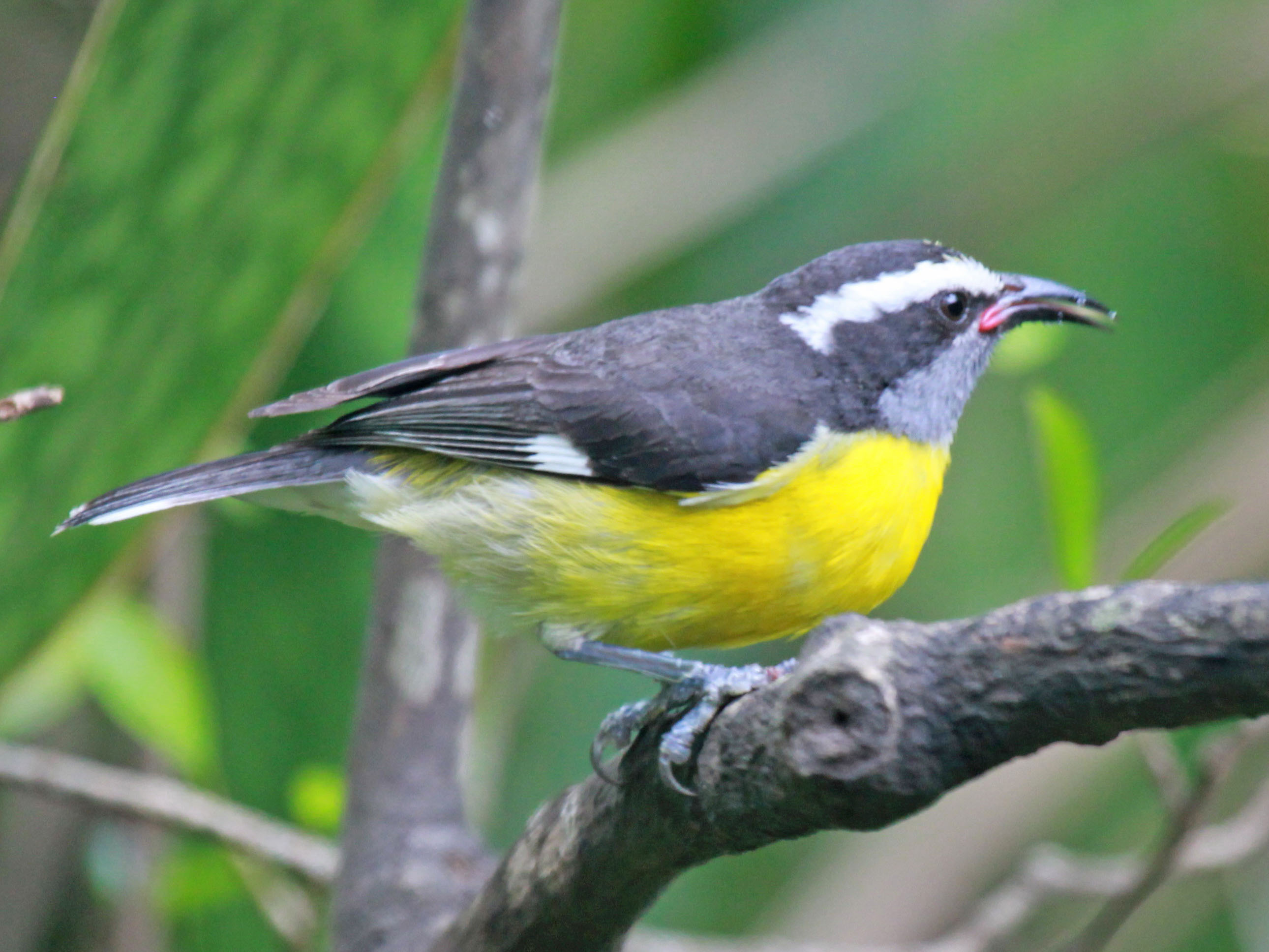
C. f. sanctithomae, Сент-Джон (Віргінські острови)